# Demonax detortus
Demonax detortus är en skalbaggsart som beskrevs av Francis Polkinghorne Pascoe 1869. Demonax detortus ingår i släktet Demonax och familjen långhorningar.
Artens utbredningsområde är Filippinerna. Inga underarter finns listade i Catalogue of Life.